# Tony McCrory
Anthony McCrory (* 28. Mai 1977) ist ein ehemaliger kanadisch-irischer Basketballspieler.

## Leben
Als Jugendlicher war der 1,98 Meter große Flügelspieler Mitglied der Schulmannschaft der Ladysmith Secondary School auf Vancouver Island in der kanadischen Provinz British Columbia. Anschließend war er Student und Basketballspieler an der Simon Fraser University.
Ab Anfang November 2000 spielte McCrory bei der Mannschaft Derby Storm in England. In der Saison 2001/02 war er erst Mitglied von Redcom Porriño in Spanien, dann ab Januar 2002 im selben Land von Ciudad de Palencia.
McCrory setzte seine Laufbahn 2002/03 bei SÜBA St. Pölten in der österreichischen Bundesliga fort. Zur Spielzeit 2003/04 vollzog er innerhalb der Bundesliga den Wechsel zu Raiffeisen Fürstenfeld. Während der Saison 2004/05 kam er zu fünf Einsätzen für den belgischen Erstligisten Bavi Vilvoorde. Im Januar 2005 ging er zu den Baskets Feldkirch nach Österreich und wurde von dem Verein nach einer Probezeit verpflichtet.
2005 nahm er ein Angebot des deutschen Zweitligisten Giants Nördlingen an und blieb dort zwei Jahre. Im Sommer 2007 schloss er sich mit BV Chemnitz 99 einem weiteren deutschen Zweitligaverein an, wechselte im Laufe der Saison 2007/08 aber zum Schweizer Nationalligisten Starwings Basket Regio Basel, für den er bis 2013 auflief. 2013/14 war er Spieler von Swiss Central Basket in der zweiten Liga des Landes.
McCrorys Ehefrau Szandra war österreichische Basketball-Nationalspielerin.